# Taruga eques
Taruga eques es una especie de anfibios que habita en el centro de Sri Lanka en altitudes de más de 1200 metros.
Esta especie se encuentra en peligro de extinción por la pérdida de su hábitat natural.